# Masdevallia pastinata
Masdevallia pastinata är en orkidéart som beskrevs av Carlyle August Luer. Masdevallia pastinata ingår i släktet Masdevallia och familjen orkidéer.
Artens utbredningsområde är Colombia. Inga underarter finns listade i Catalogue of Life.